# ASKO Kara
ASKO Kara là một câu lạc bộ bóng đá Togo có trụ sở ở Kara, thi đấu ở hạng cao nhất của bóng đá Togo.

## Lịch sử
Huấn luyện viên Améleté Abalo bị bắn chết ngày 8 tháng 1 năm 2010 trong một vụ tấn công khủng bố nhắm vào đội tuyển quốc gia Togo.

## Thành tích
- Togolese Championnat National: 9

1988, 1989, 1996, 2007, 2020, 2021, 2022, 2023, 2024
- Cúp bóng đá Togo: 4

1975, 1976, 1987, 1995

## Thành tích ở các giải đấu CAF
- CAF Champions League: 1 lần tham gia

2008 – Vòng Một
- African Cup of Champions Clubs: 1 lần tham gia

1990: Vòng Một
- CAF Cup: 1 appearance

1997 – Vòng Một
- CAF Cup Winners' Cup: 4 lần tham gia

1976 – Vòng Một
1977 – Vòng Một
1988 – Vòng Một
1996 – Vòng Một

## Đội hình hiện tại
Ghi chú: Quốc kỳ chỉ đội tuyển quốc gia được xác định rõ trong điều lệ tư cách FIFA. Các cầu thủ có thể giữ hơn một quốc tịch ngoài FIFA.
| Số | VT | Quốc gia | Cầu thủ             |
| -- | -- | -------- | ------------------- |
| 1  | TM | Togo     | Joseph Tchao Kokou  |
| 2  | HV | Togo     | Cheick Diallo       |
| 3  | HV | Togo     | Ouro-Tagba Abass    |
| 6  | TV | Togo     | Koupossitéré Camara |

| Số | VT | Quốc gia | Cầu thủ            |
| -- | -- | -------- | ------------------ |
| 8  | TV | Togo     | Kouloum Manguilibe |
| 9  | TĐ | Togo     | Liyabé Kpatoumbi   |
| 10 | TĐ | Togo     | Passayi Bazamam    |
| 14 | TĐ | Togo     | Claude Houega      |